# Julian Glover
Julian Wyatt Glover CBE (sinh ngày 27 tháng 3 năm 1935) là một nam diễn viên người Anh Quốc.